# 嶋田洋一 (翻訳家)
嶋田 洋一（しまだ よういち、1956年 - ）は、日本の英米文学翻訳家。東京都大田区出身。日本SF作家クラブ会員。2001年から2003年まで、日本SF作家クラブ事務局長。

## 経歴・人物
静岡大学人文学部法経学科卒業。テルモ(株)勤務を経て、 1982年に独立。 (株)サンテレフォト、ロイター・ジャパンでアルバイト勤務のかたわら 実務翻訳に従事し、1986年に講談社X文庫より初の訳書『マドンナのスーザンを捜して』を刊行。
SFに関連した作品を多く翻訳しており、本人もtwitter上ではSF翻訳家を名乗っている。1986年から翻訳家として活動しており、早川書房や東京創元社で活動することが多いが、角川書店などでの仕事もこなしてきた。主な訳書に宇宙英雄ペリー・ローダンシリーズや、ダン・シモンズ、ピーター・ワッツ作品等がある。
妻の島田喜美子（夢枕獏ファンクラブ「獏談」等主催）はSFファン仲間で、妻が死去した翌2001年、二人でSFファン活動の功績により柴野拓美章を受章した。
2003年に、 マーク・Z・ダニエレブスキー『紙葉の家』でBABEL国際翻訳大賞・日本翻訳大賞を受賞。
2024年7月の『歌う船 完全版』（アン・マキャフリー）の翻訳により、翻訳者として引退を発表。

## 主な訳書
- 「冥界の門」シリーズ (マーガレット・ワイス,トレイシー・ヒックマン、角川文庫） 1991 - 1992
『ドラゴンの翼』上・中・下
『エルフの星』上・下
『炎の海』上・下
- 「エレニア記」 (デイヴィッド・エディングス、角川スニーカー文庫） 1996、のち ハヤカワ文庫FT 2006 - 
角川スニーカー文庫版
『ダイヤモンドの玉座』上・下（The Diamond Throne）
『ルビーの騎士』上・下（The Ruby Knight
『サファイアの薔薇』上・下（The Sapphire Rose）
ハヤカワ文庫FT版
『眠れる女王』
『水晶の秘密』
『四つの騎士団』
『永遠の怪物』
『聖都への帰還』
『神々の約束』
- 『エデンの炎』上・下（ダン・シモンズ、角川文庫） 1998
- 『地を継ぐ者』（ブライアン・ステイブルフォード、ハヤカワ文庫） 2001
- 『ホームズと不死の創造者』（ブライアン・ステイブルフォード、ハヤカワ文庫） 2002
- 『死影』上・下（マイケル・マーシャル、ヴィレッジブックス） 2005
- 『みんな行ってしまう』 （マイケル・マーシャル・スミス、創元SF文庫） 2005
- 『ニュートンズ・ウェイク』 （ケン・マクラウド、創元SF文庫）2006
- 『ザ・テラー - 極北の恐怖』上・下（ダン・シモンズ、ハヤカワ文庫NV）2007
- 「宇宙英雄ペリー・ローダン」シリーズ（ハヤカワ文庫SF）2007年より参加
- 『戦いの子』 （カロリン・ロワチー、ハヤカワ文庫SF）2008
- 「共和国の戦士」 シリーズ（スティーヴン・L・ケント、ハヤカワ文庫SF）2010 - 
『共和国の戦士』
『共和国の戦士2 星間大戦勃発』
『共和国の戦士3 クローン同盟』
- 『異星人の郷』上・下（マイクル・フリン、創元SF文庫）2010
- 『暗黒のメルトダウン』上・下（ギレルモ・デル・トロ & チャック・ホーガン、ハヤカワ文庫SF） 2012
- 『ブラインドサイト』上・下（ピーター・ワッツ、創元SF文庫） 2013
- 『エコープラクシア 反響動作』（ピーター・ワッツ、創元SF文庫） 2017
- 『6600万年の革命』（ピーター・ワッツ、創元SF文庫） 2021
- 『歌う船 完全版』（アン・マキャフリー、創元SF文庫）2024